# NGC 2768
NGC 2768 هي مجرة تتبع كوكبة الدب الأكبر. اكتشفها ويليام هيرشل في 19 مارس 1790.

## روابط خارجية
- NGC 2768 على موقع ويكي سكاي: DSS2, SDSS, GALEX, IRAS, Hydrogen α, X-Ray, Astrophoto, Sky Map, Articles and images